# Cmentarz ewangelicko-augsburski w Wymysłowie
Cmentarz ewangelicko-augsburski w Wymysłowie – znajduje się w Wymysłowie Francuskim w sołectwie Wymysłów-Piaski, w lasach państwowych w pobliżu drogi z Dobronia do Piątkowiska.
Obecnie zachowało się kilka ziemnych mogił, kilkanaście kamiennych nagrobków (część z inskrypcjami w języku niemieckim) oraz kilka słupów ogrodzenia. Data powstania nekropolii pozostaje nieznana choć z dat widniejących na nagrobkach można przyjąć, iż powstał w XIX wieku. Cmentarz jest nieczynny od 100 lat a na jego terenie chowano francuskich osiedleńców.